# Réseau Ferré de France
A Réseau Ferré de France (rövidítve: RFF) egy állami tulajdonban lévő, 1997-ben alapított társaság, amely a 29 000 km hosszúságú vasúthálózatot üzemeltetett Franciaországban 2014-ig. Ez Európa egyik legnagyobb kiterjedésű vasúti infrastruktúrája. A társaság ezen kívül a nagysebességű vonalak (LGV TM) hálózatának üzemeltetői feladatait is elláttta.

## RFF elnökök
- 1997 – 2002 július: Claude Martinand
- 2002 július – 2005 szeptember: Jean-Pierre Duport
- 2005 szeptember – 2007 január: Michel Boyon
- 2007 március - 2012 december: Hubert du Mesnil
- 2012 december - 2014 december 31.- Jacques Rapoport

## Lásd még
- Siemens
- TGV